# Prepona violaceoconjuncta
Prepona violaceoconjuncta är en fjärilsart som beskrevs av Le Moult 1932. Prepona violaceoconjuncta ingår i släktet Prepona och familjen praktfjärilar. Inga underarter finns listade i Catalogue of Life.